# Kirchentanz
Der Begriff Kirchentanz tauchte vermutlich erstmals 1926 in der volkskundlichen Literatur auf und wurde als Benennung für das angeblich kirchliche, tatsächlich aber volkstümliche und kirchlich untersagte Tanzen auf den Kirchhöfen und in den Eingangshallen der Kirchen im Mittelalter verwendet. 
Als Mitte des 20. Jahrhunderts einige Tänzerinnen in den USA Tanz in Kirchenräumen zur Ehre Gottes wagten, sprach man hier gelegentlich von „church dancers“ (während sich die entstehende Bewegung bzw. Vereinigung jedoch „Sacred Dance Guild“ nennt). Anke Kolster (* 1963), die die Bezeichnung „Kirchentanz“ seit Mitte der 1990er Jahre im deutschen Sprachraum verbreitet und faktisch durchgesetzt hat, ließ sich zwar vom sakralen Tanz in den USA inspirieren, leitete das Wort aber vom Begriff der Kirchenmusik ab. Gemeinsam ist diesen Begriffen, dass es hier jeweils nicht um einen bestimmten Stil, sondern um eine Zuordnung oder Verortung eines solchen Tuns geht. Liedtänze, Meditatives Tanzen, Ausdruckstanz, Prozessionstänze, Bibel-Tanztheater usw. gehören zum Kirchentanz, sofern sie ins kirchliche Leben hinein orientiert sind. 
Die Benennungen „sakraler Tanz“ oder „Sakraltanz“ als Synonyme für Kirchentanz sind deswegen nicht sinnvoll, weil zunächst „sakrales Tanzen“ Kirchentanz neben anderem einschließt, z. B. auch esoterisches Meditatives Tanzen oder neuheidnische Ritualtänze; ferner verwendet eine der prominentesten Vertreterinnen des esoterischen Meditativen Tanzens, Maria Gabriele Wosien, die Bezeichnung „Sakraltanz“ als Benennung ihres Tuns, setzt sich jedoch erheblich vom Kirchlichen ab. Gerade im sakralen Tanzen wird deutlich, dass mindestens in Mitteleuropa sakrales Tun und sakrale Riten nicht mehr allein kirchlich geprägt sind.
In Deutschland wirkte Manfred Schnelle bahnbrechend auf dem Gebiet des Kirchentanzes.